# Colleen Coyne
Colleen Coyne (* 19. September 1971 in Medford, Massachusetts) ist eine ehemalige US-amerikanische Eishockeyspielerin. Coyne war von 1992 bis 1998 Mitglied der Frauen-Eishockeynationalmannschaft der Vereinigten Staaten und wurde mit dieser bei den Olympischen Winterspielen 1998 in Nagano Olympiasiegerin.

## Karriere
Coyne verbrachte ihre Highschool-Zeit bis 1988 an der Tabor Academy in Marion im Bundesstaat Massachusetts und wechselte von dort an die University of New Hampshire. Während ihrer vierjährigen Zeit an der Universität spielte sie dort für das Universitätsteam in der ECAC Hockey – sowohl Eishockey als auch Lacrosse. Mit dem Eishockeyteam gewann sie in den Jahren 1990 und 1991 jeweils den Divisionstitel der ECAC.
Nach Beendigung ihrer Collegezeit wechselte Coyne im Frühjahr 1992 in den US-amerikanischen Eishockeyverband USA Hockey. In den folgenden sechs Jahren spielte sie bei den Weltmeisterschaften 1992, 1994 und 1997. Bei allen drei Turnieren gewann die Stürmerin die Silbermedaille. Beim erstmals ausgetragenen Fraueneishockeyturnier im Rahmen der Olympischen Winterspiele 1998 im japanischen Nagano krönte Coyne schließlich ihre Karriere mit dem Gewinn der Goldmedaille. Anschließend beendete sie ihre aktive Karriere. Während der Saison 1993/94 war sie zudem als Assistenztrainerin an der University of New Hampshire tätig und holte dabei Kurse ihres Grundstudiums nach. Später war sie als Repräsentantin des US-amerikanischen Eishockeyverbandes tätig.

## Erfolge und Auszeichnungen
- 1990 ECAC-Meisterschaft mit der University of New Hampshire
- 1991 ECAC-Meisterschaft mit der University of New Hampshire

### International
- 1992 Silbermedaille bei der Weltmeisterschaft
- 1994 Silbermedaille bei der Weltmeisterschaft
- 1997 Silbermedaille bei der Weltmeisterschaft
- 1998 Goldmedaille bei den Olympischen Winterspielen